# Mister Ondioline
Mister Ondioline es el cuarto álbum del compositor francés de música electrónica Jean-Jacques Perrey, publicado en 1960. También es el segundo álbum en solitario de Perrey y el cuarto sencillo de Jean-Jacques Perrey. En el álbum colaboraron compositores conocidos de la época; el primer tema fue creado por el director de operas Leon Jessel, el segundo fue compuesto por Paul Lincke, el tercero fue compuesto por Arthur Pryor, conocido como un virtuoso del trombón, y el cuarto tema fue compuesto por el popular pianista y compositor estadounidense Felix Arndt. 
El primer y el tercer tema están escritos en francés y el cuarto esté escrito en el esukera. El título del primer tema significa "Desfile de Soldados de Madera", el tercero significa "El Whistler y su Perro" y el cuarto significa "Como".

## Carátula
La carátula del álbum muestra a un sujeto enmascarado tocando un teclado electrónico, quien presuntamente sería Jean-Jacques Perrey, y arriba se encuentra el nombre del álbum, el nombre de la discográfica Pacific, y el nombre de las canciones.

## Lista de canciones
| Número | Título                       | Artistas               | Duración |
| ------ | ---------------------------- | ---------------------- | -------- |
| 1      | Parade des Soldats de Bois   | Jean Cis y Leon Jessel | 3:02     |
| 2      | La Gavotte des Vers Luisants | Paul Lincke            | 2:45     |
| 3      | Le Siffleur et son Chien     | Arthur Pryor           | 2:06     |
| 4      | Nola                         | Felix Arndt            | 3:00     |